# 俳句賞の一覧
俳句に関する賞の一覧を記載する。ただし結社誌内・同人誌内で行われている賞は除いている。

## 人物・業績を対象とするもの
- 現代俳句協会大賞（1988年-2000年、現代俳句協会）協会会員の俳人が対象。趣旨を変更し現代俳句大賞に移行。
- 正岡子規国際俳句賞（2000年-2009年、愛媛県）国籍・言語を問わず、俳句に関する大きな業績のある人物が対象。終了。
- 現代俳句大賞（2001年-、現代俳句協会）俳人・俳句関係者が対象。協会会員以外も含む。
- 桂信子賞（2009年-、柿衞文庫）女性俳人が対象。

## 句集を対象とするもの
- 現代俳句協会賞（1946年-、現代俳句協会）協会会員によって推薦を受けた協会会員の句集が対象（2012年までは、推薦を受けた会員による3年以内の既発表作品50句が対象であった）。
- 読売文学賞詩歌俳句賞（1949年-、読売新聞社）詩歌作品（句集含む）が対象。
- 俳人協会賞（1951年-、俳人協会）協会会員の句集が対象。
- 芸術選奨文部科学大臣賞文学部門（1951年-、文化庁）概ね50歳以上の作者による、文学作品（句集含む）が対象。
- 蛇笏賞（1967年-、角川文化振興財団）
- 芸術選奨文部科学大臣新人賞文学部門（1968年-、文化庁）概ね50歳未満の作者による、文学作品（句集含む）が対象。
- 現代俳句女流賞（1976年-1988年、文化出版局）女性の句集が対象。終了。
- 俳人協会新人賞（1977年-、俳人協会）協会会員の句集が対象。
- 詩歌文学館賞俳句部門（1986年-、日本現代詩歌文学館）
- 加美俳句大賞（旧名・中新田俳句大賞、1996年-2006年、宮城県加美町）終了。
- 宗左近俳句大賞（旧名・雪梁舎俳句大賞、2000年-、雪梁舎美術館）終了。
- 俳句四季大賞（2001年-、東京四季出版）
- 山本健吉文学賞俳句部門（2001年-、文學の森）
- 日本詩歌句大賞俳句部門（2005年-、日本詩歌句協会）
- 小野市詩歌文学賞俳句部門（2009年-、兵庫県小野市）
- 田中裕明賞（2009年-、ふらんす堂）満45歳未満の俳人の応募句集が対象。自薦・他薦を問わない。
- 与謝蕪村賞（2012年-、北溟社）
- 星野立子賞（2013年-、上廣倫理財団）女性俳人の応募句集が対象。

## 数10句以上の応募作品を対象とするもの
- 角川俳句賞（1955年-、角川学芸出版）未発表50句。
- 新俳句人連盟賞（1972年-、新俳句人連盟）20句、既発表可。評論賞を併設。
- 兜太現代俳句新人賞（1983年-、現代俳句協会）50歳未満による未発表30句。協会会員外も可。
- 俳壇賞（1986年-、本阿弥書店）未発表30句。
- 俳句研究賞（1986年-2006年、富士見書房）未発表50句。終了。
- 村上鬼城賞（1987年-、村上鬼城顕彰会）前年度発表または未発表30句。同条件で新人賞（60歳未満）も選出。
- 日本伝統俳句協会賞（1988年-、日本伝統俳句協会）会員による30句。同条件で新人賞も選出。
- 朝日俳句新人賞（1996年-2007年、朝日新聞社）50歳以下の未発表50句。終了。
- 俳句朝日賞（1997年-2007年、朝日新聞社）51歳以上の未発表30句。終了。
- 現代俳句協会年度作品賞（2000年-、現代俳句協会）協会会員の前年度発表または未発表の30句。
- 芝不器男俳句新人賞（2002年-、芝不器男俳句新人賞実行委員会）40歳以下の100句（数年以内であれば既発表可）。4年周期。
- 鬼貫青春俳句大賞（2004年-、柿衞文庫）15歳以上、30歳未満の未発表30句。
- 日本詩歌句協会賞俳句部門（2005年-、日本詩歌句協会）未発表30句
- 石田波郷新人賞（2009年-、東京都清瀬市）30歳以下の20句。
- 北斗賞（2010年-、文學の森）満40歳以下の150句。既発表可。
- 星野立子新人賞（2013年-、上廣倫理財団）20歳以上、50歳未満の者による未発表50句。男女各一名を選出。
- 俳句四季新人賞（2013年-、東京四季出版）応募時点で45歳以下もしくは作句歴10年以内の者による30句（3年以内の既発表句可）。
- 宝井其角大賞（2014年-、NPO法人俳句＆連句と其角）未発表20句（結社誌、会報等であれば既発表可）。
- 全国俳誌協会賞（2016年-、全国俳誌協会）未発表20句。隔年開催。

## 1句‐10数句の投句を対象とするもの
- 俳人協会俳句大賞（1994年-、俳人協会）
- 伊藤園お〜いお茶新俳句大賞（1989年-、伊藤園）
- 鬼貫賞（1991年-、柿衞文庫）
- 放哉賞（1999年-2014年、「放哉」南郷庵友の会）自由律。終了。
- 雪梁舎賞ほか（2000年-、雪梁舎美術館）
- 西東三鬼賞（2003年-、岡山県津山市）
- 龍谷大学青春俳句大賞（2003年-2018年、龍谷大学）終了。
- 石田波郷賞（2009年-、東京都清瀬市）
- 飯田龍太賞（2014年-、NHK学園）未発表15句
- 全国俳誌協会新人賞（2016年-、全国俳誌協会）40歳以下の未発表15句。協会会員外も可。隔年開催。
- 猫俳句大賞（2019年-、アドライフ）猫をテーマとした俳句を募集。
- 種田山頭火賞(2018年~、株式会社春陽堂書店)

## 評論賞・研究賞
- 新俳句人連盟賞評論賞（1972年-、新俳句人連盟）30枚以下の評論作品を公募。連盟会員外も可。
- 俳人協会評論賞（1979年-、俳人協会）協会会員の著書が対象。同条件の新人賞を併設。
- 現代俳句評論賞（1982年-、現代俳句協会）30枚以下の評論作品を公募。協会会員外も可。
- 山本健吉文学賞評論部門（2001年-、文學の森）
- 柿衞賞（1992年-、柿衞文庫）40歳未満の研究者の著作が対象。